# Cantonul Saint-Sever-Calvados
Cantonul Saint-Sever-Calvados este un canton din arondismentul Vire, departamentul Calvados, regiunea Basse-Normandie, Franța.

## Comune
| Comune                   | Populație (1999) | Cod poștal | Cod INSEE |
| ------------------------ | ---------------- | ---------- | --------- |
| Beaumesnil               | ...              | 14380      | 14054     |
| Campagnolles             | ...              | 14500      | 14127     |
| Champ-du-Boult           | ...              | 14380      | 14151     |
| Courson                  | ...              | 14380      | 14192     |
| Fontenermont             | ...              | 14380      | 14279     |
| Le Gast                  | ...              | 14380      | 14296     |
| Landelles-et-Coupigny    | ...              | 14380      | 14352     |
| Le Mesnil-Benoist        | ...              | 14380      | 14415     |
| Le Mesnil-Caussois       | ...              | 14380      | 14416     |
| Mesnil-Clinchamps        | ...              | 14380      | 14417     |
| Le Mesnil-Robert         | ...              | 14380      | 14424     |
| Pont-Bellanger           | ...              | 14380      | 14511     |
| Pont-Farcy               | ...              | 14380      | 14513     |
| Saint-Aubin-des-Bois     | ...              | 14380      | 14559     |
| Saint-Manvieu-Bocage     | ...              | 14380      | 14611     |
| Sainte-Marie-Outre-l'Eau | ...              | 14380      | 14619     |
| Saint-Sever-Calvados     | ...              | 14380      | 14658     |
| Sept-Frères              | ...              | 14380      | 14671     |